# Konnan
Charles Ashenoff, nato Carlos Santiago Moises (Santiago di Cuba, 6 gennaio 1964), è un ex wrestler cubano, noto per i suoi trascorsi nella World Championship Wrestling e nella Total Nonstop Action Wrestling.
In WCW ha vinto una volta lo United States Championship, una volta il World Television Championship e due volte il World Tag Team Championship.

## Carriera

### Primi anni (1992–1996)
Durante la sua residenza a San Diego, Konnan diventa un bodybuilder, più tardi un wrestler, dopo aver incontrato il promoter John Roberts. Konnan rimane impressionato dal wrestling messicano, fatto di lottatori mascherati e di una cultura diversa da quello statunitense. Inizia ad allenarsi con Psicosis, Rey Mysterio, Halloween e Damian 666. Debutta per la Universal Wrestling Association (UWA) con il nome di El Centurión ("The Centurion"). Successivamente, lascia la UWA per andare alla Empresa Mexicana de la Lucha Libre (EMLL), dove viene subito pushato al main event. Qui assume il nome di Konnan El Barbaro, ma perde la sua maschera contro Perro Aguayo in una Lucha de Apuesta, maschera vs. capelli. Il 9 giugno 1991, Konnan diventa il primo CMLL World Heavyweight Champion vincendo un torneo a Città del Messico, tuttavia perde il titolo alla sua prima difesa contro Cien Caras il 18 agosto 1991.

### Asistencia Asesoría y Administración (1992–1996)
Nel 1992, Konnan, insieme ad altri wrestler EMLL, passa alla Asistencia Asesoría y Administración (AAA). Cambia il suo nome in Konnan e inizia una rivalità con Cien Caras. A causa delle interferenze di Jake Roberts, Konnan perde un 2 out of 3 falls retirement match contro Caras a TripleMania I, il 30 aprile 1993. Konnan non rispetta la stipulazione e ritorna per sconfiggere Roberts a TripleMania II, nel maggio 1994, in un Mask vs. Hair Match.
Nel 1994, Konnan effettua un Turn Heel alleandosi con Perro Aguayo e formando il Team dei Los Gringos Locos insieme anche a Eddie Guerrero, Art Barr e Madonna's Boyfriend. Aguayo ottiene la sua rivincita con Konnan battendolo al PPV "When Worlds Collide", in uno Steel Cage Match. Dopo essere diventato booker della AAA, conquista l'AAA Americas Heavyweight Title sconfiggendo Killer il 2 febbraio 1996. Rende vacante il titolo dopo aver lasciato la federazione nell'ottobre dello stesso anno, per fondare la sua promotion personale, la Promo Azteca, e il titolo rimane inattivo fino al 2004. La federazione chiude dopo due anni e Konnan ritorna al wrestling lottato nel 2002, dopo sei anni di stop.

### World Wrestling Federation (1992–1993)
Nel 1992, Konnan viene notato dal talent scout della World Wrestling Federation, Pat Patterson dopo che il messicano aveva militato nella federazione come jobber con il nome di Max Moon. Il personaggio di Moon, creato da Konnan stesso, era una specie di incrocio tra un robot e un supereroe; una gimmick espressamente concepita per i più giovani. Cambia diversi ring name, come Comet Kid, Maximillion Moon, El Electrico e Max Moon. Il personaggio era annunciato come proveniente dal futuro. Debutta in WWF il 1º settembre 1992 come Comet Kid, schienando Duane Gill. Dopo tre match televisivi, Konnan lascia la WWF a causa di alcuni disaccordi con Vince McMahon che non voleva dargli un contratto a tempo pieno. La gimmick di Max Moon venne assegnata successivamente a Paul Diamond per un breve ritorno, prima di venire del tutto abbandonata.

### Extreme Championship Wrestling (1995)
Konnan, dopo essere tornato nuovamente in Messico, incontra il booker della Extreme Championship Wrestling, Paul Heyman durante un tour a Singapore. Debutta per la ECW nel 1995 ed ha subito una rivalità con The Sandman. A November to Remember 1995, sconfigge Jason Knight in un match durato pochi secondi. Lotta anche ad un evento a Chicago, che vedeva la AAA e la ECW incontrarsi.

### World Championship Wrestling (1996–2001)

#### United States Champion (1996–1997)
Nel 1996, Konnan ritorna in WCW come wrestler a tempo pieno, debuttando nuovamente a Nitro il 22 gennaio 1996, annunciando di voler difendere il suo Mexican Heavyweight Championship contro Psicosis la settimana successiva. Konnan fu il primo di una serie di messicani che arrivarono in WCW in quegli anni, fra i quali anche Rey Mysterio. La settimana seguente, tuttavia, sconfigge The One Man Gang, conquistando il WCW United States Heavyweight Championship. Nel frattempo, continuava a difendere anche in Messico i suoi IWAS e AAA Heavyweight Championships. Perde lo United States Title contro Ric Flair il 7 luglio 1996, a Bash at the Beach, a causa delle interferenze di Miss Elizabeth e Woman. Qualche mese dopo, effettua un Turn Heel e si unisce ai Dungeon of Doom.

#### nWo (1997–1999)
Konnan si unisce al New World Order (nWo) il 14 luglio 1997. Ha delle rivalità con i luchadores che egli stesso aveva portato nella WCW qualche anno prima. Lotta in un Mexican Death Match a Road Wild contro Rey Mysterio e contro Juventud Guerrera a Uncensored nel marzo 1998. Quando la nWo si divide in due fazioni nemiche, Konnan si schiera fra gli Wolfpac insieme a Kevin Nash. Gli Wolfpac lottano contro gli nWo Hollywood, comandati da Hulk Hogan. Nel frattempo, Konnan sviluppa anche un'altra gimmick, quella di K-Dawg, un ballerino Hip-Hop. Il 30 novembre 1998, a Nitro, Konnan conquista il WCW World Television Championship sconfiggendo Chris Jericho. Lo mantiene fino al 28 dicembre dello stesso anno, quando Scott Steiner glielo strappa grazie all'aiuto di Buff Bagwell. Quando la nWo si riunisce nel 1999, Konnan viene escluso dal gruppo e si allea con Rey Mysterio. Konnan e Mysterio vengono sconfitti dagli Outsiders a SuperBrawl IX, dove questi ultimi smascherano Mysterio. Konnan a seguito di ciò, litigò con la dirigenza WCW poiché non rispettava le tradizioni messicane e costringeva diversi wrestler di origine centroamericana a smascherarsi.

#### No Limit Soldiers; Filthy Animals (1999–2001)
Dopo essere uscito dalla nWo, Konnan lotta contro Disco Inferno e Stevie Ray. Lui e Mysterio formano un'alleanza con Master P e la sua No Limit Soldiers. Dopo il licenziamento di Master P, Konnan forma una stable chiamata Filthy Animals e, insieme a Rey, sconfiggono gli Harlem Heat (Booker T e Stevie Ray) conquistando i WCW World Tag Team Championship il 18 ottobre 1999. Ad Halloween Havoc, il 24 ottobre 1999, avrebbero dovuto difendere le corone, ma Mysterio viene annunciato come infortunato la sera stessa. I titoli vengono allora difesi in un Triple Treath Tag Team Match con Billy Kidman a sostituire Mysterio, gli Harlem Heat e la First Family, composta da Hugh Morrus e Brian Knobbs. Gli Harlem Heat riconquistano i titoli dopo lo schienamento di Ray su Morrus. La sera dopo, Konnan e Kidman vincono i titoli di coppia, ma li perdono definitivamente contro i Creative Control (Patrick e Gerald) il 22 novembre 1999.
Konnan rimane poi inattivo agli inizi del 2000, quando viene sospeso per tre mesi da Bill Busch dopo aver chiesto il licenziamento, non contento del suo utilizzo. Dopo essere ritornato, forma di nuovo i Filthy Animals, ed hanno delle rivalità con i Misfits In Action, i Natural Born Thrillers e con il Team Canada. A Greed, il 18 marzo 2001, Lance Storm e Mike Awesome del Team Canada, sconfiggono Konnan e Hugh Morrus in una delle ultime apparizioni prima che la WCW fosse venduta alla WWF nel marzo 2001.
Dopo la chiusura della WCW, fa vari tour in Australia ed Europa, lottando per la World Wrestling All-Stars e per la Xtreme Pro Wrestling. Inoltre, lavora come commentatore e studia criminologia con l'idea di lavorare con suo padre come investigatore privato.

### Total Nonstop Action Wrestling
Konnan appare nel primo PPV della Total Nonstop Action Wrestling il 19 giugno 2002, partecipando al Gauntlet Match valido per il vacante NWA World Heavyweight Championship, ma viene eliminato da Malice dopo una Chokeslam. Ritorna nel febbraio 2003, alleandosi con altri wrestler messicani Heel come Juventud Guerrera e Super Crazy. Dopo una rivalità con Jerry Lynn, il 2 aprile, questo ammette il rispetto verso i luchadores messicani e la faida finisce.

#### The 3Live Kru (2003-2005)
Nel maggio 2003, Konnan inizia a fare squadra con Ron Killings e B.G. James e formano un'alleanza nota come i 3Live Kru. Il gruppo lotta per la prima volta come tale il 13 agosto 2003, sconfiggendo i New Church (Sinn, Vampire Warrior e Devon Storm) in un 6-man tag team match. Il 26 novembre, sconfiggono Simon Diamond, Johnny Swinger e Glenn Gilberti conquistando gli NWA World Tag Team Championship e iniziando a detenerli con la Freebird Rules, cioè ogni combinazione fra i tre era valida per la difesa delle cinture. Le perdono contro Kevin Northcutt e Legend il 28 gennaio 2004. Dopo aver tentato di rivincere gli allori, aiutano Killings a conquistare l'NWA World Heavyweight Championship. Poi hanno una rivalità con i mercenari di Jeff Jarrett, gli Elite Guard (Chad Collyer, Hotstuff Hernandez e Onyx). Il 14 luglio 2004, i 3Live Kru, Dusty Rhodes e Larry Zbyszko sconfiggono Jeff Jarrett, Ken Shamrock e gli Elite Guard in un 10-man Tag Team Match. Nell'agosto 2004, a Victory Road, Konnan e James sconfiggono i membri del Team Canada Bobby Roode e Eric Young conquistando gli NWA World Tag Team Championship per la seconda volta. Il loro regno dura un mese, dato che Roode e Young rivincono le corone il 5 dicembre 2004 a Turning Point, con l'aiuto di Johnny Devine.
Nella prima parte del 2005, il gruppo ha una rivalità con Michael Shane e Kazarian, ancora il Team Canada e i Naturals. James lascia il gruppo quando Billy Gunn lo convince a riformare i The New Age Outlaws. Konnan e Killings hanno quindi una rivalità con Kip James e Monty Brown, e contro questi ultimi perdono a No Surrender il 17 luglio 2005, con James che si rifiuta sempre più di aiutarli. Contemporaneamente, Killings e Konnan iniziano a riferirsi a se stessi come i "2Live Kru". A Sacrifice, James si allea nuovamente con Konnan e Killings, attaccando Kip James e permettendo a Konnan di schienarlo e vincere il match. Nelle settimane seguenti, anche Kip James sembra allearsi con i 3Live Kru e, il 23 ottobre a Bound for Glory, aiuta Konnan da un assalto del Team Canada. Il 26 novembre, Kip James si unisce ufficialmente al gruppo, che diventa noto come i "4Live Kru". A Turning Point, i quattro sfidano il Team Canada in un 8-man tag team match che segnerà la fine del gruppo, dato che Konnan attacca sia B.G. James che Kip James.

#### The Latin American Xchange (2005-2007)
Il 31 dicembre 2005, ad Impact, Konnan dice al padre di B.G., Bob Armstrong, di volersi scusare con suo figlio. Tuttavia, Konnan compie definitivamente un Turn Heel attaccando Armstrong e alleandosi con Apolo e il debuttante Homicide. Il trio, noto come "The Latin American Xchange" (LAX), debutta sul ring a Final Resolution, il 15 gennaio 2006, quando Konnan e Homicide sconfiggono i Naturals. Apolo, nel frattempo, viene licenziato dalla TNA e viene sostituito da Machete. Nelle settimane successive, Konnan prosegue la sua rivalità con Armstrong e lo sfida ad Impact ad un "Arm Wrestling Challenge"; lo scontro finisce in No Contest quando il membro della LAX, Hernandez attacca Armstrong. A Lockdown, Konnan viene sconfitto da Armstrong in un "Arm Wrestling" match in una gabbia d'acciaio.
Nel maggio 2006, Konnan diventa commentatore spagnolo di Impact. Nello stesso mese, la LAX inizia una storyline che vede questi rifiutarsi di combattere, a causa di una discriminazione della TNA nei confronti dei lottatori latini. Dopo essere stati costretti al ritorno sul ring da Jim Cornette, hanno una rivalità con A.J. Styles e Christopher Daniels, con Homicide e Hernandez che riescono anche a vincere gli NWA World Tag Team Championship. I LAX hanno una rivalità con Bobby Roode e James Storm e contro il Team 3D, perdendo i titoli contro questi ultimi a Lockdown.
Nel 2007, Konnan deve subire un'operazione e le sue apparizioni saranno sempre più rare. Nel giugno, lascia la federazione per tornare in Messico. Nel marzo 2008, Konnan attacca fortemente la federazione di Orlando, accusandola di razzismo e di mancata assistenza agli atleti infortunati. Per avvalorare la sua tesi, Konnan racconta di come la TNA è rimasta vicina a Scott Steiner anche durante i periodi di recupero, ma non abbiano in nessun modo aiutato Ron Killings dopo il suo intervento chirurgico.

### Ritorno in AAA e circuito indipendente (2004-presente)
Dopo aver lasciato la TNA, Konnan torna nella Asistencia Asesoría y Administración, acclamato da Juventud Guerrera come il vero capo della federazione. Nella AAA, diventa leader della fazione Heel "La Legión Extranjera". Il 3 febbraio 2013, viene licenziato dall'AAA per storyline, ma torna il 15 aprile, annunciando il suo ritorno sul ring in tempi brevi.

## Personaggio

### Mosse finali
- Montezuma's Revenge (Cradle DDT) - 1996-1997
- Tequila Sunrise (Arm trap single leg Boston crab)

### Manager
- Jimmy Hart
- Kevin Sullivan
- Vincent
- Torrie Wilson
- Tygress

### Soprannomi
- "K-Dawg"

## Titoli e riconoscimenti
Apartment Wrestling
- Chula Vista Apartment Middleweight Championship (1)

Championship Wrestling USA Northwest
- Championship Wrestling USA Northwest Tag Championship (1 - con Beetlejuice)

International Wrestling All-Stars
- IWAS World Heavyweight Championship (1)
- IWAS World Tag Team Championship (1 - con Rey Mysterio)

Latin American Wrestling Association
- LAWA Heavyweight Championship (2)

World Wrestling Council
- WWC Universal Heavyweight Championship (1)
- WWC World Tag Team Championship (1 - con Carlito)

Asistencia Asesoría y Administración
- AAA Americas Heavyweight Championship (1)
- AAA Parejas Increibles Tag Team Championship (1 - con Cibernético)
- IWC World Heavyweight Championship (1)

Consejo Mundial de Lucha Libre
- CMLL World Heavyweight Championship (1)

Total Nonstop Action Wrestling
- NWA World Tag Team Championship (2 - con B.G. James e Ron Killings)

World Championship Wrestling
- WCW United States Championship (1)
- WCW World Television Championship (1)
- WCW World Tag Team Championship (2 - 1 con Rey Mysterio - 1 con Billy Kidman)

Pro Wrestling Illustrated
- 49º tra i 500 migliori wrestler singoli nella PWI 500 (1991)
- 131º tra i 500 migliori wrestler singoli nella "PWI Years" (2003)

Wrestling Observer Newsletter Awards
- Wrestling Observer Newsletter Hall of Fame (2009)